# Parco Ninni Cassarà
Il Parco Ninni Cassarà è un parco di Palermo, il secondo cittadino per estensione.

## Storia
Il parco, di competenza e gestione comunale, è stato inaugurato il 26 novembre del 2011, a poca distanza dallo storico parco d'Orleans su un terreno limitrofo di notevoli estensione, circa 255.000 m². Il parco si estende tra via Ernesto Basile, corso Pisani e via Altofonte.
All'interno delle nuove aree sono in costruzione molte strutture, tra le quali un teatro all'aperto, una pista di pattinaggio, tre campi di bocce, un lago artificiale su parte dell'antico letto del torrente Kemonia, percorsi pedonali e ciclabili, percorsi ambientali ed un parcheggio pubblico con accesso da via Altofonte (bassa).
Il parco è così il secondo cittadino per estensione. Sono stati restaurati anche una serie di immobili ricadenti nell'area tra i quali la Villa Forni ed un immobile da adibire a caffè letterario.
Il 6 agosto 2010, a lavori ultimati ma prima dell'apertura ufficiale, il parco è stato intitolato al commissario di polizia Ninni Cassarà in occasione del venticinquesimo anniversario dell'omicidio da parte della mafia. Con una breve cerimonia a cui hanno partecipato i familiari e numerose autorità, sono state collocate tre targhe nei tre ingressi del parco.
Il 16 aprile 2014 il parco è stato chiuso a causa dell'accertata presenza di amianto sotto la superficie.
A dicembre 2022, dopo la richiesta della famiglia di Cassarà, il Comune di Palermo ha rimosso il nome del vicequestore dal sito, a causa dell'oblio in cui era caduto il parco ormai in stato di abbandono. Per lo stesso motivo, il 21 marzo 2023 gli ha intitolato il parco di Villa Trabia.